# 中川郡 (十勝国)
- 令制国一覧 > 北海道 (令制) > 十勝国 > 中川郡 (十勝国)
- 日本 > 北海道 > 十勝総合振興局 > 中川郡 (十勝国)

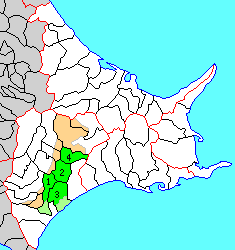
北海道十勝国中川郡の位置（1.幕別町 2.池田町 3.豊頃町 4.本別町 薄緑：後に他郡から編入した区域 薄黄：後に他郡に編入された区域）

中川郡（なかがわぐん）は、北海道（十勝国）十勝総合振興局の郡。
人口39,709人、面積1,778.05km²、人口密度22.3人/km²。（2025年6月30日、住民基本台帳人口）
以下の4町を含む。
- 幕別町（まくべつちょう）
- 池田町（いけだちょう）
- 豊頃町（とよころちょう）
- 本別町（ほんべつちょう）

## 郡域
1879年（明治12年）に行政区画として発足した当時の郡域は、概ね上記4町から幕別町の一部（忠類各町）、豊頃町の一部（湧洞・長節・大津・打内および大津各町）を除き、下記を加えた区域にあたる。
- 帯広市の一部（桜木町・以平町および泉町の一部）
- 河西郡中札内村の一部（元更別・上札内・南札内の各一部）
- 河西郡更別村の一部（上更別・更南・勢雄および更別・弘和の一部）
- 河東郡音更町の一部（長流枝・長流枝幹線ほか概ね士幌川流域[1]）
- 河東郡士幌町の一部（下居辺および概ね士幌川流域[1]）
- 河東郡上士幌町の一部（概ね居辺東[1]）
- 足寄郡足寄町の一部（概ね利別川以西および平和・共栄町・上利別・上利別本町・大誉地）
- 足寄郡陸別町の一部（トマム）

## 歴史

### 郡発足までの沿革
江戸時代の中川郡域は、松前藩によって開かれたトカチ場所に含まれた。中川郡北部（現在の足寄郡足寄町の利別川以西に相当）にある芽登温泉は蝦夷の人々の間では古くから知られていた。
江戸時代後期、中川郡域は東蝦夷地に属していた。国防のため寛政11年中川郡域は天領とされたが、文政4年には一旦松前藩領に復した。安政2年中川郡域は再び天領となり仙台藩が警固をおこない、同6年以降は仙台藩領となった（6藩分領）。戊辰戦争（箱館戦争）終結直後の1869年、大宝律令の国郡里制を踏襲して中川郡が置かれた。郡名の決める際に松浦武四郎は当郡を「下川郡」と命名し、開拓使公文録でも「下川郡」であったが、その後現在の中川郡に変更されている。変更の経緯は明らかになっていない。十勝国では、他にも現在の上川郡、十勝郡で郡名が変更されている。

### 郡発足以降の沿革
- 明治2年

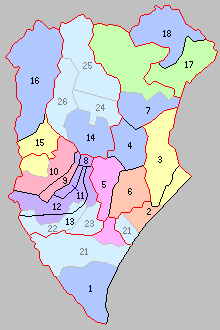
北海道一・二級町村制施行時の中川郡の町村（4.凋寒村 5.幕別村 6.豊頃村 7.本別村 桃：幕別町 橙：豊幌町 緑：足寄郡足寄町 青：区域が発足時と同じ町村および合併を経ていない町村）

  - 8月15日（1869年9月20日） - 北海道で国郡里制が施行され、十勝国および中川郡が設置される。開拓使が管轄。
  - 8月28日（1869年10月3日） - 静岡藩の領地となる（北海道の分領支配）。
- 明治4年8月20日（1871年10月4日） - 廃藩置県により再び開拓使の管轄となる。
- 明治5年
  - 4月9日（1872年5月15日） - 全国一律に戸長・副戸長を設置（大区小区制）。
  - 10月10日（1872年11月10日） - 4月に設置された区を大区と改称し、その下に旧来の町村をいくつかまとめて小区を設置（大区小区制）。
- 明治9年（1876年）9月 - 従来開拓使において随意定めた大小区画を廃し、新たに全道を30の大区に分ち、大区の下に166の小区を設けた。

- 第23大区
  - 6小区 ： 旅来村、安骨村、豊頃村、十弗村、凋寒村、様舞村、誓牛村、信取村、蓋派村、居辺村、押帯村、勇足村、幌蓋村、負箙村、嫌侶村、本別村、蝶多村、止若村、咾別村、幕別村、白人村、別奴村

- 明治12年（1879年）7月23日 - 郡区町村編制法の北海道での施行により、行政区画としての中川郡が発足。
- 明治13年（1880年）3月 - 浦河郡外十郡役所（浦河三石様似幌泉広尾当縁十勝中川河西河東上川郡役所）の管轄となる。
- 明治15年（1882年）2月8日 - 廃使置県により札幌県の管轄となる。
- 明治19年（1886年）1月26日 - 廃県置庁により北海道庁札幌本庁の管轄となる。
- 明治20年（1888年）6月 - 釧路郡外十一郡役所（釧路阿寒白糠足寄川上広尾当縁十勝中川河西河東上川郡役所）の管轄となる。
- 明治22年（1890年）1月 - 釧路郡外十郡役所（釧路阿寒白糠足寄広尾当縁十勝中川河西河東上川郡役所）の管轄となる。
- 明治24年（1892年）3月 - 釧路郡外十二郡役所（釧路阿寒白糠足寄広尾当縁十勝中川河西河東上川厚岸川上郡役所）の管轄となる。
- 明治30年（1897年）
  - 7月 - 河西郡外五郡役所（河西河東上川中川十勝当縁広尾郡役所）の管轄となる。
  - 11月5日 - 郡役所が廃止され、河西支庁の管轄となる。
- 明治39年（1906年）4月1日
  - 北海道二級町村制の施行により、以下の町村が発足。（3村）
    - 凋寒村（二級村） ← 凋寒村［一部］、蝶多村［一部］、十弗村、様舞村、誓牛村、信取村、蓋派村、居辺村（概ね現・池田町）
    - 豊頃村（二級村） ← 豊頃村、安骨村（現・豊頃町）
    - 幕別村（二級村） ← 幕別村、止若村、咾別村、白人村、別奴村（概ね現・幕別町）

  - 凋寒村・蝶多村の各一部が河東郡音更村、旅来村が十勝郡大津村の各一部となる。
- 大正2年（1913年）4月1日 - 凋寒村が改称して川合村となる。
- 大正4年（1915年）4月1日 - 北海道二級町村制の施行により、本別村、押帯村、勇足村、幌蓋村、負箙村、嫌侶村の区域をもって本別村（二級村）が発足。（4村）
- 大正8年（1919年）4月1日 - 川合村・幕別村が北海道一級町村制を施行。
- 大正10年（1921年）4月1日 - 本別村の一部（南部地区を除く）が分立して西足寄村（二級村）が発足。（5村）
- 大正12年（1923年）4月1日 - 本別村が北海道一級町村制を施行。
- 大正14年（1925年）4月1日 - 川合村の一部（大字居辺村の一部）が河東郡川上村に編入。
- 大正15年（1926年）
  - 4月1日 - 幕別村の一部（大字幕別村・別奴村の各一部）が河西郡大正村に編入。
  - 7月1日 - 川合村が改称のうえ北海道一級町村制・町制を施行して池田町（一級町）となる。（1町4村）
- 昭和7年（1932年）8月15日 - 河西支庁が改称して十勝支庁となる。
- 昭和8年（1933年）
  - 5月1日 - 本別村が北海道一級町村制・町制を施行して本別町（一級町）となる。（2町3村）
  - 6月1日 - 池田町の一部（大字居辺村の一部）が河東郡士幌村に編入。
- 昭和18年（1943年）6月1日 - 北海道一・二級町村制が廃止され、北海道で町村制を施行。二級町村は指定町村となる。
- 昭和21年（1946年）
  - 9月15日 - 幕別村が町制施行して幕別町となる。（3町2村）
  - 10月5日 - 指定町村を廃止。
- 昭和22年（1947年）5月3日 - 地方自治法の施行により北海道十勝支庁の管轄となる。
- 昭和23年（1948年）4月1日 - 幕別町の一部（勢雄および弘和の一部）が河西郡更別村に編入。
- 昭和25年（1950年）4月1日 - 西足寄村が町制施行して西足寄町となる。（4町1村）
- 昭和26年（1951年）4月1日 - 西足寄町の一部（字斗満の一部、63m2、252戸、1,863人）が足寄郡陸別村に編入。
- 昭和30年（1955年）4月1日（3町1村）
  - 西足寄町が足寄郡足寄村と合併して足寄郡足寄町が発足し、郡より離脱。
  - 豊頃村が十勝郡大津村の一部（大字当縁村の一部[2]）を編入。
- 昭和40年（1965年）1月1日 - 豊頃村が町制施行して豊頃町となる。（4町）
- 平成18年（2006年）2月6日 - 幕別町が広尾郡忠類村を編入。
- 平成22年（2010年）4月1日 - 十勝支庁が廃止され、十勝総合振興局の管轄となる。

## 行政
浦河郡外十郡長
釧路郡外十一郡長
釧路郡外十郡長
釧路郡外十二郡長
河西郡外五郡長
| 代 | 氏名       | 就任年月日            | 退任年月日                | 備考                                 |
| -- | ---------- | --------------------- | ------------------------- | ------------------------------------ |
| 1  | 吉田直太郎 | 明治30年（1897年）7月 | 明治30年（1897年）11月5日 | 河西郡外五郡役所を廃し河西支庁を置く |